# Buddhizmussal kapcsolatos szócikkek tárgymutatója
| Ábécé szerinti tartalomjegyzék                                                                           |
| --- |
| A, Á B C Cs D Dz Dzs E, É F G Gy H I, Í J K L Ly M N Ny O, Ó Ö, Ő P Q R S Sz T Ty U, Ú Ü, Ű V W X Y Z Zs |

## A, Á
- A buddhizmus hanyatlása Indiában
- A buddhizmus három kora
- A buddhizmus időrend szerint
- A buddhizmus iskolái
- A buddhizmus kulturális jegyei
- A buddhizmus terjedése a selyemúton
- A buddhizmus története
- A buddhizmus története Indiában
- Abhajagiri buddhista kolostor
- Abhibhávajatana
- Abhidhamma-pitaka
- Abhidhamma
- Abhidharma-kósa
- Abhidharma
- Abhidnyá
- Abhiszamajálankára
- Acsala
- Acsarija
- Adam-csúcs
- Adhitthána
- Adi-Buddha
- Adzsanta
- Adzsari
- Adzsátasatru
- Aggannya-szutta
- Aggavamsza
- Aggivaccshagóta-szutta
- Ahimsza
- A huszonnyolc Buddha listája
- Robert Baker Aitken
- Ajja Khema
- Ajutthaja
- A két birodalom mandalája
- A két igazság tana
- Aksobhja
- Alajavidzsnana
- Alexandra David-Néel
- A lét három ismérve
- Aniccsa
- Antaravaszaka (kesza)
- Amara Szinha
- Amarapura-nikája
- Amaravati buddhista kolostor
- Ambapálí
- A megvilágosodás négy szintje
- Amitábha-szútra
- Amitábha
- Amóghasziddhi
- Anagarika Govinda
- Anathapindika
- Anatta
- Anattalakkhana-szutta
- Anágámi
- Anágárika
- Anágárika Dharmapala
- Angkorvat
- Ango
- Angulimala
- Angulimálíja-szútra
- Anguttara-nikája
- Angya
- Animalizmus a buddhizmusban
- Anne Hopkins Aitken
- An Si-kao
- Antaravaszaka
- Anunatva-Apurnatva-Nirdesza
- Anupitaka
- Anupubbikathá
- Anuradhapura
- Anuruddha
- Anusszati
- Anuttara
- Anyag
- Apadána
- Apáca
- Apácanövendék
- Arany Fény szútra
- Arhat
- Arahant
- Arúpa
- Arúpadzshána
- Asamkhjeja
- Asóka rendeletei
- Asóka
- Asókavadana
- Aszalha púdzsá
- Aszanga
- Aszkézis
- Asszadzsi
- Aszúra (buddhizmus)
- A théravádát és mahájánát egyesítő alapvető pontok
- Atísa
- A tizenkét nidána
- Atthakatha
- Atthakavagga és Párájanavagga
- Avalókitésvara
- Avatamszaka-szútra
- Avicsi
- Avidja
- Ácsán
- Ácsán Amaro
- Ácsán Brahm
- Ácsán Csandasziri
- Ácsán Cshá
- Ácsán Dzsajaszaro
- Ácsán Khemadhammo
- Ácsán Maha Bua
- Ácsán Mun
- Ácsán Sao Kantasilo Mahathera
- Ácsán Sobin S. Namto
- Ácsán Szumédhó
- Ácsán Szundara
- Ácsán Szuvat Szuvacso
- Ácsán Thate
- Ágama
- Ájatana
- Ákásagarbha
- Áláví Hatthaka
- Állandótlanság
- Állítólagos Buddhák listája
- Álló Buddha
- Ánanda
- Ánantarika-karma
- Ánápánaszati-szutta
- Ánápánaszati
- Árjadéva
- Átadási vonal
- Átman (buddhizmus)

## B
- Bagan
- Bala (buddhizmus)
- Bámiján-völgy
- Bangaszajuszang
- Bankei Jótaku
- Bardo
- Belátás
- Bhaisadzsjaguru
- Bhante
- Bhava
- Bhavacsakra
- Bhávana
- Bhavanga
- Bhávaviveka
- Bhikkhu Bodhi
- Bhikkhu
- Bhikkhuni
- Bhumcsu
- Bhúmi
- Bhután kultúrája
- Bídzsa
- Bimaran ékszerláda
- Bimbiszára
- Bjódóin
- Bodh-Gaja
- Boldogság
- Bódhi nap
- Bódhi Vamsza
- Bódhi
- Bódhicsitta
- Bódhidharma
- Bódhifa
- Bódhimanda
- Bodhirucsi
- Bódhiszattvafogadalom
- Bódhiszattva
- Bodhiszattvacsarjávatára
- Bódhiszattvák listája
- Boddzshanga
- Bódipakkhijá-dhammá
- Bon fesztivál
- Bön
- Borobudur
- Baudhanáth (Boudhanath)
- Bour Kry
- Bölcsesség a buddhizmusban
- Bölcsességkirályok
- Bölcsesség tökéletessége (Pradnyápáramita)
- Bölcsesség tökéletessége iskola
- Brahmá (buddhizmus)
- Brahma-vihára
- Brahmadzsála-szútra (mahájána)
- Brahmadzsála-szutta (théraváda)
- Pu-taj (Nevető Buddha)
- Buddhabhadra
- Buddha
- Buddha Dordenma szobor
- Buddha Dzsajanti Park
- A Buddha fizikai jellemzői
- A Buddha lábnyoma
- A Buddha születésnapja
- Buddha-természet
- Buddha-vacsana
- Buddhavamsza
- Buddhacsarita
- Buddhadasza Bhikkhu
- Buddhagósza
- Buddhapálita
- Buddha szobor
- Buddhaság
- Buddhák listája
- Buddhista anarchizmus
- Buddhista atomizmus
- Buddhista építészet
- Buddhista eszkatológia
- Buddhista etika
- Buddhista etika (tantárgy)
- Buddhista filozófia
- Buddhista fogalmak
- Buddhista gazdaság
- Buddhista imafüzér
- Buddhista konyhaművészet
- Buddhista kozmológia
- Buddhista költészet
- Buddhista logika
- Buddhista művészet
- Buddhista naptár
- Buddhista rendek
- Buddhista szerzetesség
- Buddhista szimbolizmus
- Buddhista szocializmus
- Buddhista szójegyzék
- Buddhista szövegek
- Buddhista zsinatok
  - Első buddhista zsinat
  - Második buddhista zsinat
  - Harmadik buddhista zsinat
  - Negyedik buddhista zsinat
  - Ötödik buddhista zsinat
  - Hatodik buddhista zsinat
- Buddhista tanulmányok
- Buddhista templomok listája
- Buddhistaüldözés
- Buddhista ünnepek
- Buddhista zarándoklat
- Buddhista zászló
- Buddhista zene
- Buddhista vegetarianizmus
- Buddhisták világszövetsége
- Buddhizmus- három ág: théraváda, mahájána, vadzsrajána
- A buddhizmus és a dzsainizmus
- A buddhizmus és a gnoszticizmus
- A buddhizmus és a házasság
- A buddhizmus és a hinduizmus
- A buddhizmus és a keleti vallások
- A buddhizmus és a kereszténység
- A buddhizmus és a pszichológia
- A buddhizmus és a római világ
- A buddhizmus és a szexualitás
- A buddhizmus és a teozófia
- A buddhizmus és a test
- A buddhizmus és a nyugati tudományok
- A buddhizmus és az evolúciós elmélet
- Buddhizmus körvonalakban
- Buddhizmus régiónként
  - Buddhizmus a Közel-Keleten
  - Buddhizmus Nyugaton
  - Buddhizmus Dél-Ázsiában
  - Buddhizmus Délkelet-Ázsiában
  - Buddhizmus Kelet-Ázsiában
  - Buddhizmus Közép-Ázsiában
  - Buddhizmus Afrikában
  - Buddhizmus Amerikában
  - Buddhizmus Ausztráliában
  - Buddhizmus Európában
- Buddhizmus országonként
  - Buddhizmus a Fülöp-szigeteken
  - Buddhizmus Afganisztánban
  - Buddhizmus Argentínában
  - Buddhizmus Ausztráliában
  - Buddhizmus Ausztriában
  - Buddhizmus az Amerikai Egyesült Államokban
  - Buddhizmus az Egyesült Királyságban
  - Buddhizmus Bangladesben
  - Buddhizmus Belgiumban
  - Buddhizmus Belizeben
  - Buddhizmus Bhutánban
  - Buddhizmus Brazíliában
  - Buddhizmus Bruneiben
  - Buddhizmus Bulgáriában
  - Buddhizmus Burmában
  - Buddhizmus Costa Ricában
  - Buddhizmus Csehországban
  - Buddhizmus Dániában
  - Buddhizmus Dél-Afrikában
  - Buddhizmus El Salvadorban
  - Buddhizmus Észtországban
  - Buddhizmus Finnországban
  - Buddhizmus Franciaországban
  - Buddhizmus Görögországban
  - Buddhizmus Guatemalában
  - Buddhizmus Hollandiában
  - Buddhizmus Hondurasban
  - Buddhizmus Hongkongban
  - Buddhizmus Horvátországban
  - Buddhizmus Indiában
  - Buddhizmus Indonéziában
  - Buddhizmus Iránban
  - Buddhizmus Izlandon
  - Buddhizmus Izraelben
  - Buddhizmus Japánban
  - Buddhizmus Kambodzsában
  - Buddhizmus Kanadában
  - Buddhizmus Koreában
  - Buddhizmus Kínában
  - Buddhizmus Laoszban
  - Buddhizmus Lengyelországban
  - Buddhizmus Líbiában
  - Buddhizmus Liechtensteinben
  - Buddhizmus Magyarországon
  - Buddhizmus Malajziában
  - Buddhizmus Mexikóban
  - Buddhizmus Mongóliában
  - Buddhizmus Németországban
  - Buddhizmus Nepálban
  - Buddhizmus Nicaraguában
  - Buddhizmus Norvégiában
  - Buddhizmus Olaszországban
  - Buddhizmus Oroszországban
  - Buddhizmus Pakisztánban
  - Buddhizmus Panamában
  - Buddhizmus Srí Lankán
  - Buddhizmus Svájcban
  - Buddhizmus Svédországban
  - Buddhizmus Szenegálban
  - Buddhizmus Szingapúrban
  - Buddhizmus Szlovákiában
  - Buddhizmus Szlovéniában
  - Buddhizmus Tajvanban
  - Buddhizmus Thaiföldön
  - Buddhizmus Ukrajnában
  - Buddhizmus Venezuelában
  - Buddhizmus Vietnámban
- Buddhizmussal kapcsolatos könyvek listája
- Buddhológia
- Buner domborművek

## C
- Caotung
- Congkapa
- Edward Conze
- Curphu kolostor

## Cs
- Csagdud Tulku Rinpocse
- Csaitika
- Csaitja
- Csak-tudat
- Csan
- Chân Không
- Csandrakírti
- Csandraprabha
- Csanna
- Csao-csou Cung-sen
- Csarijá-pitaka
- Cseng Jen
- Csicsang
- Cse-ji (Zhiyi)
- Csinul
- Csitta (tanítvány)
- Csitta
- Csittadhar Hridaja
- Csiu-hua-hegy
- Csondoizmus
- Csoportosulások
- Csorten
- Csotrul Dücsen
- Csögyam Trungpa
- Csecsu fesztiválok
- Csunda
- Csúlavamsza

## D
- Dagpo kagyü
- Dahui Zonggao
- Daimoku
- Daiszaku Ikeda
- Dakini
- Dalai láma
  - 1. Dalai láma
  - 2. Dalai láma
  - 3. Dalai láma
  - 4. Dalai láma
  - 5. Dalai láma
  - 6. Dalai láma
  - 7. Dalai láma
  - 8. Dalai láma
  - 9. Dalai láma
  - 10. Dalai láma
  - 11. Dalai láma
  - 12. Dalai láma
  - 13. Dalai láma
  - 14. Dalai láma
- Daman Hungzsen
- Daocsi
- Daszabodhiszattuppattikathá
- Dasabhúmika
- Daji Taohszin
- Dazu Huike
- Dána
- Déva
- Dévadaha
- Dévadatta
- Dhammacsakkappavattana-szutta
- Dhammakaja meditáció
- Dhammakaja mozgalom
- U Dhammaloka
- K. Srí Dhammananda
- Dhammananda Bhikkhuni
- Dhammapada
- Dhamma-szanganí
- Dhammaszattha
- Dhamma-vicsaja
- Dhammajuttika rend
- Dhammika-szutta
- Dharani
- Dhardo Rimpocse
- Dharma/Dhamma
- Dharmacsakra
- Dharma karakter iskola
- Dharmadhatu
- Dharmaguptaka
- Dharmakája
- Dharmakírti
- Dharmapála
- Dharmaraksa
- Dharmaraksita
- Dharmaszkandha
- Dharma beszéd
- Dharma átadás
- Dhatu
- Dhátukathá
- Dhatukája
- Dhauli
- Dhutanga
- Dhjána a buddhizmusban
- Díghadzsanu-szutta
- Dígha-nikája
- Dignága
- Dipa Ma
- Dípankara Buddha
- Dípavamsza
- Dógen
- Dölpopa Serab Gyalcen
- Dona-szutta
- Drikung kagyü
- Drukpa vonal
- Drupka Tesi
- Dukkha

## Dz
- Dzogcsen

## Dzs
- Dzsamgon Kongtrul
- Dzsarámarana
- Dzsátaka mesék
- Dzsáti (buddhizmus)
- Dzsepcundamba Kutuktu
- Dzshána
- Dzsisa
- Dzsnanapraszthana
- Dzsódo
- Dzsódo sin
- Dzsokhang
- Dzsonang
- Dzsukai

## E, É
- Egykedvűség
- Egyszer visszatérő
- Együttérzés
- Együttérző öröm
- Eido Tai Simano
- Eiszai
- Elkötelezettség
- Elmélkedő-szútra
- Elmélyedés
- Elő-szektariánus buddhizmus
- Ekaggata
- Ekavjavahárika
- Ellórai-barlangok
- Emberi lények a buddhizmusban
- Energia
- Erőfeszítés
- Eszala Perahera
- Ezüst pagoda (Phnom Penh)
- Élő elengedése
- Éhes szellemek
- Érdem
- Érzés
- Érzékiség alap
- Érzéki vágyak birodalma
- Érző lények
- Észlelés

## F
- Fa hal
- Fa-hszien
- Fa-cang
- Fekete kalap
- Felajánlás (buddhizmus)
- Fengsuj
- Fényes tudat
- Fogalmi proliferáció
- Fog templom
- Fokozatos gyakorlat
- Folyamba lépett
- Forma
- Függő keletkezés

## G
- Gal Vihare
- Gampópa
- Gandhára
- Gandhárai buddhista szövegek
- Gandharva
- Ganden tripa
- Garab Dorzse
- Gatbavi
- Gautama Buddha
- Gautama Buddha a világvallásokban
- Gautama Buddha családja
- Gautama Buddha csodatételei
- Gautama Buddha filmes megjelenítései
- Gautama Buddha ikonográfiája Laoszban és Thaiföldön
- Gajá
- Gelugpa
- Gese
- Geumdong Mireuk Bosal Bangasang
- Gihva
- S. N. Goenka
- Golulaka
- Gréko-buddhizmus
- Gréko-Buddhista művészet

## Gy
- Gyémántbirodalom
- Gyémánt szútra
- Gyémánt Út Buddhista Közösség
- Gyémánt út buddhizmus
- Gyógyító Buddha

## H
- Hacsiman
- Halál
- Heinsza
- Hadzsime Nakamura
- Hakuin Ekaku
- Hakuun Jaszutani
- Han Jong-un
- Harada Daiun Szogaku
- Haragos istenségek
- Hárítí
- Hármas gyakorlat (buddhizmus)
- Háztulajdonos
- Helyek listája, ahol Gautama Buddha megszállt
- Hermann Hesse
- Hét megvilágosodási tényező
- Hit a buddhizmusban
- Hínajána
- Homokmandala
- Hosang Mohejan
- Hónen
- Hszü Jün
- Hszüan-cang
- Huang-po Hszi-jün
- Hua-jen iskola
- Huj-jüan (Huiyuan)
- Huj-neng
- Humanista buddhizmus
- Hung Ji
- Hvaom

## I, Í
- Iccsantika
- Iddhipáda
- Ikkjú
- Imakerék
- Indrija
- Ingen
- Ippen
- Isten a buddhizmusban
- Itivuttaka

## J
- Jaksa
- Jakusi
- Jamabusi
- Jamaka
- Japán buddhista építészet
- Japán buddhista művészet
- Jasodará
- Jána
- Jese
- Jese Cögyal
- Ji Csing
- Jidam
- Jin Sun
- Jógácsára
- Jóga
- Jünkang-barlangok

## K
- Kadampa
- Kagyüpa
- kaicsó
- Kajlás-hegy
- Kakuszandha Buddha
- Kálacsakra
- Káláma-szutta
- Kalpa (eon)
- Kalu Rinpocse
- Kaljána-mittatá
- Káma
- Kamalasíla
- Kammapatha
- Kammatthána
- Kandzsúr
- Kaniska
- Kanthaka
- Kapcsolódás
- Kapilavasztu
- Karma
- Karma kagyü
- Karmapa
  - 1. Karmapa (Tüszum Kjenpa)
  - 2. Karmapa (Karma Paksi)
  - 3. Karmapa (Rangdzsung Dordzse)
  - 4. Karmapa (Rolpe Dordzse)
  - 5. Karmapa (Desin Shekpa)
  - 6. Karmapa (Tongva Tönden)
  - 7. Karmapa (Csödrak Gyaco)
  - 8. Karmapa (Mikjö Dordzse)
  - 9. Karmapa (Vangcsuk Dordzse)
  - 10. Karmapa (Csöjing Dordzse)
  - 11. Karmapa (Jese Dordzse)
  - 12. Karmapa (Csangcsub Dordzse)
  - 13. Karmapa (Dudul Dordzse)
  - 14. Karmapa (Tekcsok Dordzse)
  - 15. Karmapa (Khakjab Dordzse)
  - 16. Karmapa (Rangdzsung Rigpe Dordzse)
- Karuná
- Kaszája (ruha)
- Kaszina
- Kasszapa Buddha
- Kathávatthu
- Kathina
- Kaundinja
- Kántálás
- Kásjapíja
- Kegon
- Keiszaku
- Keizan
- Kensó
- Kévatta-szutta
- Két igazság tana
- Khaggaviszána-szutta
- Khandha
- Khandaka
- Khanti
- Khema
- Khenpo
- Khmer Birodalom
- Khuddaka-nikája
- Khuddakapatha
- Khujjuttará
- Kinhin
- Kiotó
- Kínai buddhista kánon
- Kína szent hegyei
- Kisimodzsin
- Kitaro Nisida
- Kjaiktijo Pagoda
- Klésák
- Kongó Rikisi (Tódai-dzsi templomőrei)
- Korai buddhista iskolák
- Koreai buddhista szobrászat
- Koreai buddhista templomok
- Korai buddhizmus
- Koszambi
- Kóan
- Középút
- Kszitigarbha
- Kuan Jin
- Kumáradzsíva
- Kulajarádzsa Tantra
- Kusínagar
- Kúkai

## L
- Lalitavisztara-szútra
- Láma
- Láma Ole Nydahl
- Lankávatára-szútra
- Hugo Enomiya-Lassalle
- Leborulás
- Lhabab Dücsen
- Lin-csi
- Loszang Dzsecün Palden Jese
- Loszang Jese
- Lokesvararádzsa
- Lokottaraváda
- Longcsenpa
- Lókakséma
- Lótusz szútra
- Luang Phor Phet
- Luangprabang
- Lumbini
- Lungmen-barlangok
- Lúipa

## M
- Madhjamaka
- Mágha púdzsá
- Mahamoggallana parinirvánája
- Mahábhúta
- Mahábódhi templom
- Mahádéva
- Mahádharmarakszita
- Mahákásjapa
- Mahá-nikája
- Maudgaljájana
- Mahámudrá
- Mahamuni Buddha-templom
- Mahá Padzsápatí Gótamí
- Maháparinibbána-szutta
- Maháparinirvána
- Mahászánghika
- Mahászatipatthána-szutta
- Mahásziddha
- Mahászi Szajádav
- Mahászthabir-nikája
- Mahászthámaprápta
- Mahávamsza
- Mahávasztu
- Mahávihára
- Mahájána
- Mahájána Maháparinirvána-szútra
- Mahájána szútrák
- Mahinda
- Mahísászaka
- Maitréja
- Maddzshima-nikája
- Makjo
- Mandala
- Mandalaj-hegy
- Mandarava
- Mangala-szutta
- Mandzsusrí
- Mandzsusrímitra
- Mantra
- Marpa Locava
- Mathura
- Majom-tudat
- Ma-cu Tao-ji
- Májá (illúzió)
- Májá (Buddha anyja)
- Májá déví templom
- Málá
- Mána
- Mára (démon)
- Meditáció
- Megszámolhatatlan jelentések szútra
- Megválaszolatlan kérdések
- Megvilágosodás a buddhizmusban
- Mendandrosz király
- Menedékvétel (buddhizmus)
- Mennyország
- Mettá
- Mettá-szutta
- Méhbirodalom
- Mikkjó
- Milarepa
- Milinda-panyha
- Mjóe
- Mondó (írás)
- Moralitás
- Mucsalinda (kígyókirály)
- Muditá
- Mudrá
- Muszó Szoszeki

## N
- Nagy buddhistaüldözés Kínában
- Nagylelkűség
- Nam-tó (Namco)
- Nanda
- Nara
- Naraka
- Nágárdzsuna
- Nágaszéna
- Nairátmjá
- Nálanda
- Námarúpa
- Náropa
- Náropa Egyetem
- Náropa hat jógája
- Negyvenkét fejezetes szútra
- Nekkhamma
- Nemes nyolcrétű ösvény
- Nem-én
- Nenang Pavo
- Neo-buddhizmus
- Nettipakarana
- Nevár buddhizmus
- Neves buddhisták listája
- Négy anyagi elem
- Négy Dharmadhátu
- Négy gondolatébresztő látvány
- Négy helyes erőfeszítés
- Négy isteni lakhely
- Négy mennyei király
- Négy nemes igazság
- Nézőpont
- Ngakpa
- Nhat Hanh
- Nianfo
- Nibbana
- Nicsiren
- Nicsiren buddhizmus
- Nicsiren iskola
- Nicsirensó iskola
- Niddésza
- Nikája
- Nikája buddhizmus
- Nikkó Sónin
- Nio teremőrök
- Nipponzan Mjóhódzsi
- Nirvána
- Nijama
- Nubcsen Szángye Jese
- Nők a buddhizmusban

## Ny
- Nyingma
- Nyingmapa
- Nyogen Senzaki
- Nyolc szerencsés jel

## O, Ó
- Olcott, Henry Steel
- Om
- Omej-hegy
- Om mani padme hum
- Óbaku iskola
- Ószessin

## Ö, Ő
- Öregkor
- Örök Buddha
- Öt bölcsesség
- Öt bölcsességbuddha
- Öt halmaz
- Öt akadály (buddhizmus)
- Öt erősség
- Öt fogadalom
- Öt spirituális képesség
- Padmaszambhava
- Padumuttara Buddha
- Pagoda
- Páli kánon
- Páli nyelv
- Páli irodalom
- Pancsasíla

## P
- Pancsen láma
  - 1. Pancsen láma (Kedrubdzse)
  - 2. Pancsen láma (Szönam Csoglang)
  - 3. Pancsen láma (Venszapa Loszang Tondrup)
  - 4. Pancsen láma (Loszang Csöki Gyalcen)
  - 5. Pancsen láma (Loszang Jese)
  - 6. Pancsen láma (Loszang Palden Jese)
  - 7. Pancsen láma (Palden Tenpe Nyima)
  - 8. Pancsen láma (Tenpe Vangcsuk)
  - 9. Pancsen láma (Tubten Csöki Nyima)
  - 10. Pancsen láma (Loszang Trinle Lundub Csöki Gyalcen)
  - 11. Pancsen láma (Gedun Csöki Nyima)
  - 11. Pancsen láma (Csöki Gyalpo)
- Panná
- Papanycsa
- Papnövendék
- Parakanonikus szövegek (théraváda buddhizmus)
- Paramártha
- Páramitá
- Parinibbána (Parinirvána)
- Paritta
- Parivára
- Paszénadi
- Passzaddhi
- Paticcsa-szamuppáda
- Patikkúlamanaszikára
- Patimokkha
- Patiszambhidámagga
- Patna
- Patthána
- Pava (buddhizmus)
- Pavo (buddhizmus)
- Peta
- Petakopadesza
- Petavatthu
- Phassza
- Phramongkolthepmuni
- Phurba
- Píti
- Platform-szútra
- Pokol
- Polonnaruva
- Potala palota
- Prabasvara
- Prahevadzsra
- Pradzsnyá
- Pradzsnyá (szerzetes)
- Pradzsnyápáramitá
- Pradzsnyáptiszasztra
- Pradzsnaptiváda
- Prakaranapada
- Prákrit nyelvek
- Prászangika
- Prátimoksa
- Pratítja-szamutpáda
- Pratjékabuddha
- Pudgalaváda
- Puggala-pannyatti
- Púdzsá (buddhizmus)
- Pulguksza
- Punna
- Putuo-hegy

## R
- Ragaszkodás
- Ráhula
- Rajagaha
- Ramanna-nikája
- Rangdzsung Rigpe Dordzse
- Ratana-szutta
- Ratnasambhava
- Reinkarnáció
- Riddhi
- Rimé mozgalom
- Rinocérosz-szútra
- Rinpocse
- Rinzai iskola
- Róben
- Rohacu
- Rósi
- Rumtek kolostor
- Rúpa
- Rjókan

## S
- Sabdrung Rinpocse
- Sadájatana
- Sagaing
- Sakra (buddhizmus)
- Samarpa
- Sambhala buddhizmus
- Sambhala gyakorlat
- Sambhala
- Sangpa kagyü
- Sangsungi kultúra
- Santidéva
- Saolin kolostor
- Sákjamuni
- Sántaraksita
- Seng-jen
- Sikantaza
- Singon
- Sinran
- Síla
- Smaragd Buddha
- Srámanera
- Srámanerí
- Srávaka
- Szávaka
- Srávakabuddha
- Srávakajána
- Srí Maha Bódhi
- Srí Szingha
- Suddhódana
- Sukongósin
- Surangama Mantra
- Surangama-szútra
- Súnjata
- Súrangamaszamádhi-szútra
- Svabhava
- Svedagon pagoda

## Sz
- Szaccsa
- Szaddha
- Szaicsó
- Szajádav
- Szakadágámi
- Szakja Pandita
- Szakjapa
- Szamádhi
- Szamaja
- Szamantabhadra
- Szamantapaszadika
- Szamannyaphala-szutta
- Szamatha
- Szamavati
- Szambhogakája
- Szamdzsnyá
- Szannyá
- Szamje kolostor
- Szamjutta-nikája
- Szammáditthi-szutta
- Szamszára (buddhizmus)
- Szamvriti
- Szandhinirmocsana-szútra
- Szangati
- Szangha
- Szangharádzsa-nikája
- Szangharáma
- Szanghata-szútra
- Szangitiparjája
- Szankhára
- Szankissza
- Szan-lun
- Szanszkrit nyelv
- Szanzen
- Szaraha
- Szarvásztiváda
- Szatipatthána-szutta
- Szatipatthána
- Szatori
- Szatta szamboddzshangá
- Szattva herceg
- Szautrántika
- Szautrántaka
- Szavatthi
- Száncsi buddhista emlékek
- Száriputta
- Száriputta a Dzsátaka mesékben
- Szárnáth
- Szávakabuddha
- Szenszei
- Szenvedés
- Szennyeződések
- Szerető kedvesség
- Szerzetes
- Szerzetesek öltözéke (kesza vagy kaszája)
- Szessin
- Szessú Tójó
- Szesszon Júbai
- Sziámi-nikája
- Szibi Dzsátaka
- Sziddhártha Gautama
- Szigálováda-szutta
- Szimbolizmus
- Szitátapatrá
- Szivárvány test
- Szív szútra
- Szkandha
- Szon
- Szongcen Gampo
- Szongcsol
- Szotápanna
- Szóka Gakkai
- Szótó
- Szövegmagyarázat
- Szthaviraváda
- Sztúpa
- Szubhúti
- Szukha
- Szukhothaj Történelmi Park
- Szumeru-hegy
- Szundari
- Szunnyatá
- Szupuspacsandra
- Szutta-nipata
- Szutta-pitaka
- Szutta-vibhanga
- Szutták listája
- Szuzuki Sunrjú
- D. T. Szuzuki
- Szútra
- születés
- Szvajambhunáth
- Szvátantrika

## T
- Tanaka Csigaku
- Tandzsúr
- Tanhá
- Tanítvány
- Tantra
- Tárá (buddhizmus)
- Tathatá/Dharmatá
- Tathágata
- Tathágata-garbha
- Tathágata-garbha-szútra
- Tathágata-garbha szútrák
- Tathágatagarbha tan
- Takszila
- Táranátha
- Tendai
- Tendzin Gyaco
- Természetfeletti erő
- Tévelygés
- Tíz tökéletesség
- Tíz spirituális birodalom
- Terma
- Tertön
- Thai erdei hagyomány
- Thangka
- Thánisszaró Bhikkhu
- Theragáthá
- Théraváda
- Thich Nhat Hanh
- Thich Thien-An
- Thiền
- Thubten Jese
- Thubten Zopa Rinpoche
- Tibeti buddhista kánon
- Tibeti buddhizmus
- Tibeti művészet
- Tibeti naptár
- Tibetiek
- Tientaj
- Tiloka
- Tilopa
- Tipitaka
- Tiszta Föld
- Tiszta Föld buddhizmus
- Tisztaság a buddhizmusban
- Tíz béklyó
- Tonglen
- Torma (vajszobor)
- Tökéletes megvilágosodás szútra
- Trailokja
- Tricsivara
- Tridzsang Loszang Jese Tendzin Gyaco
- Tripitaka Koreana
- Triratana
- Trisula
- Trsná
- Trájastrimsa
- Trikája
- Tudat (csitta)
- Tudat (vidzsnyána)
- Tudatfolyam
- Tudatosság (buddhizmus)
- Tulku
- Tulku Urgyen Rinpocse
- Tuszita
- Türelem
- Tűzbeszéd

## U, Ú
- U Ba Khin
- Udána
- Udánavarga
- Udumbara (buddhizmus)
- Uiszang
- Ullambana-szútra
- Upádána
- Upaddzshatthana-szutta
- Upáli
- Upászaka
- Upásziká
- Upaszampadá
- Upaja
- Upekkhá
- Upószatha
- Uppalavanná
- Usnísa
- Uttaraszanga
- Újjászületés (buddhizmus)
- Úrná

## Ü, Ű
- Üresség

## V
- Vadzsra
- Vadzsrapáni
- Vadzsrajána
- Vadzsra
- Vadzsradhara
- Vadzsraszattva
- Vadzsrajoginí
- Vairócsana
- Vaisáli (ősi város)
- Vaiszravana
- Valóság a buddhizmusban
- Vassza
- Vaszubandhu
- Vaszudhárá
- Vat (kolostortemplom)
- Vat Nong Pah Pong
- Vat Pah Nanacsat
- Vat Paknam Bhaszicsaron
- Vat Phra Kaev
- Vat Phrathat Doi Szuthep
- Vatszíputríja
- Váránaszi
- Vedaná
- Velukandakija
- Vemacsitrin
- Végtelen élet szútra
- Vészák ünnepség
- Vibhadzsjaváda
- Vibhanga
- Vicsára
- Vidzsnyána
- Vidzsnánakája
- Vietnámi thiền
- Vihára
- Világi gyakorló
- Vimalakírti szútra
- Vimanavatthu
- Vinaja
- Vinaja-pitaka
- Vipáka
- Vipasszaná
- Vipasszaná mozgalom
- Virija
- Viszakha
- Viszuddhimagga
- Vissza-nem-térő
- Vitarka
- Von buddhizmus
- Voncsuk
- Vonhjo
- Vumen Huikai
- Vutaj-hegy

## W
- Warner, Brad
- Wat

## Z
- Zafu
- Zambala
- Zazen
- Zen
  - Zendó
  - Zen mester
- Zenkei Shibayama
- Zongmi